# ناحية دارشكران
ناحية دارشكران وهي إحدى نواحي قضاء خبات الواقع غرب محافظة أربيل في العراق